# 利迪娅·希蒙
利迪娅·希蒙（羅馬尼亞語：Lidia Șimon，1973年9月4日—），罗马尼亚女子田径运动员。她曾代表罗马尼亚参加1996年、2000年、2004年、2008年和2012年夏季奥林匹克运动会田径比赛，其中2000年奥运会获得一枚银牌。